# Coelioxys schmidti
Coelioxys schmidti är en biart som beskrevs av Heinrich Friese 1917. Coelioxys schmidti ingår i släktet kägelbin, och familjen buksamlarbin. Inga underarter finns listade i Catalogue of Life.